# Gemeentelijke herindelingsverkiezingen in Nederland 2012
De gemeentelijke herindelingsverkiezingen in Nederland 2012 waren tussentijdse verkiezingen voor een Nederlandse gemeenteraad die gehouden werden op 21 november 2012.
De verkiezingen werden gehouden in tien gemeenten die betrokken waren bij een herindelingsoperatie die op 1 januari 2013 werd doorgevoerd.
De volgende gemeenten waren bij deze verkiezingen betrokken:
- de gemeenten Dirksland, Goedereede, Middelharnis en Oostflakkee: samenvoeging tot een nieuwe gemeente Goeree-Overflakkee[1];
- de gemeenten Graafstroom, Liesveld en Nieuw-Lekkerland: samenvoeging tot een nieuwe gemeente Molenwaard[2];
- de gemeenten Harenkarspel, Schagen en Zijpe: samenvoeging tot een nieuwe gemeente Schagen[3].

In de gemeenten Goeree-Overflakkee, Molenwaard en Schagen zijn de reguliere gemeenteraadsverkiezingen van 19 maart 2014 niet gehouden.
Door deze herindelingen daalde het aantal gemeenten in Nederland van 415 naar 408.